# غاي إدي
غاي إدي (بالفرنسية: Guy Edi)‏ مواليد 26 ديسمبر 1988 في ساحل العاج، هو لاعب كرة سلة فرنسي. بدأ مسيرته الاحترافية في سنة 2006. يلعب في الدوري الفرنسي لكرة السلة الدرجة الأولى. يحمل الرقم 10. يبلغ طوله 6 قدم 6 بوصة (2.0 م).

## المسيرة الاحترافية
لعب مع باريس لوفالوا في الدوري الفرنسي من سنة 2006 إلى 2008، ثم لعب مع ريمس شمبانيا من سنة 2013 إلى 2015، ثم لعب مع إس تي بي لو هافر في الدوري الفرنسي في موسم 2015–2016.

## روابط خارجية
- غاي إدي على موقع الاتحاد الدولي لكرة السلة (الإنجليزية)
- غاي إدي على موقع كرة السلة الأوروبية.كوم (الإنجليزية)
- غاي إدي على موقع كلية كرة السلة في سبورتس رفرنس.كوم (الإنجليزية)
- غاي إدي على موقع ريلجم (الإنجليزية)
- غاي إدي على موقع بروبوليرز (الإنجليزية)
- غاي إدي على موقع سبورتس رفرنس (الإنجليزية)